# Капунс
Капунс (ромш. capuns) — традиційна страва західної частини кантону Граубюнден у Швейцарії.

## Етимологія
Назва, за однією з версій, походить від романшського слова chapun — «півник», з м'яса якого найчастіше готували капунс. Перша письмова згадка в 1742 році.

## Опис
Начинка зроблена з тіста для шпецле з приправами та шматочками сушеного м'яса, наприклад, в'яленої яловичини або Зальцса (копчені ковбаси), і загорнута в лист мангольда, як голубці. Їх варять у бульйоні, молоці та воді і подають з тертим сиром.